# Ingatorp
Ingatorp is een plaats in de gemeente Eksjö in het landschap Småland en de provincie Jönköpings län in Zweden. De plaats heeft 501 inwoners (2005) en een oppervlakte van 97 hectare.

## Verkeer en vervoer
Bij de plaats loopt de Riksväg 40.
De plaats heeft een station aan de spoorlijn Hultsfred - Nässjö.